# Michael Aizenman

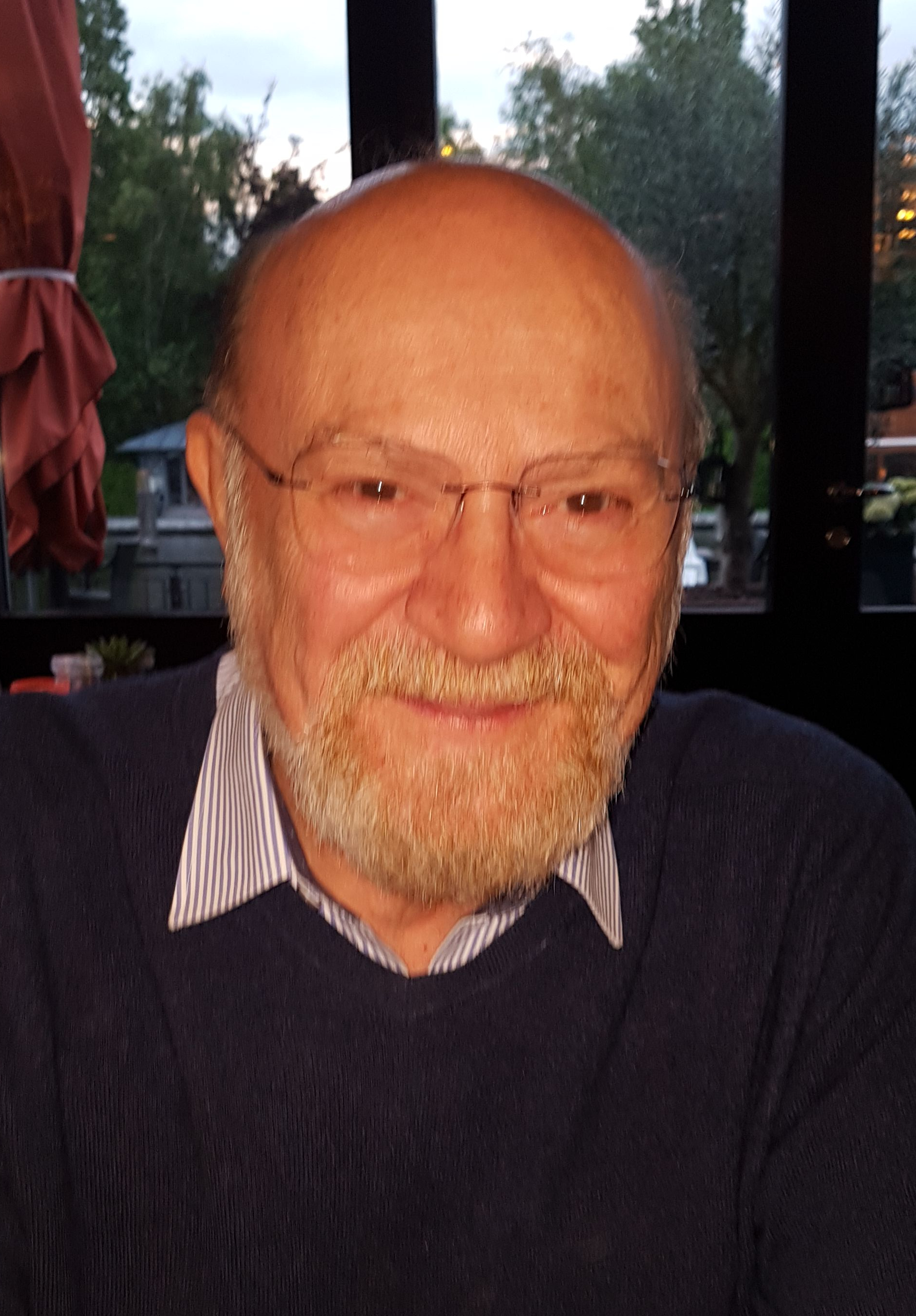
Michael Aizenman, 2019

Michael Aizenman (* 28. August 1945 in Nischni Tagil, Sowjetunion) ist ein israelisch-US-amerikanischer mathematischer Physiker und Mathematiker.
Aizenman studierte an der Hebrew University in Jerusalem (Bachelorabschluss 1969) und promovierte 1975 bei Joel Lebowitz an der Yeshiva University (Belfer Graduate School) in New York City mit der Arbeit Ergodic theory in statistical mechanics. Ab 1974 war er als Postdoc am Courant Institute of Mathematical Sciences of New York University und ab 1975 an der Princeton University bei Elliott Lieb. 1977 wurde er Assistant Professor in Princeton, 1982 Associate Professor an der Rutgers University, wo er 1984 zum Professor aufstieg. 1987 war er wieder am Courant Institute (als Professor sowohl in den Abteilungen Physik als auch Mathematik) und ab 1990 Professor für Physik und Mathematik in Princeton. Er war unter anderem Gastwissenschaftler am Isaac Newton Institute in Cambridge (2007), am Institute for Advanced Study (1984/85, 1991/92, 1997/98), am Weizmann-Institut, an der Universität Tel Aviv, an der ETH Zürich (1998), am Caltech (1992, als Fairchild Distinguished Scholar), an der Universität Paris und am IHES (1985).
Aizenman ist bekannt für Arbeiten in der statistischen Mechanik (wie Phasenübergänge im Isingmodell in drei und mehr Dimensionen und Quantengase) und mathematischer Quantenfeldtheorie, wo er unabhängig von Jürg Fröhlich 1981 Trivialität für skalare Quantenfeldtheorien ({\displaystyle \phi ^{4}} QFT) in mehr als vier Dimensionen bewies. Er befasst sich auch mit Phasenübergängen in der Perkolationstheorie (Fragen der konformen Invarianz und der Schärfe des Phasenübergangs), und ungeordneten Systemen wie Lokalisierung bei zufälligen Schrödingeroperatoren und Spingläsern (Verbindung zu kompetiven Teilchensystemen über Cavity-Dynamics Perspektive). Neben Lebowitz und Lieb arbeitete er unter anderem auch mit Barry Simon, Jürg Fröhlich, Herbert Spohn, Sheldon Goldstein zusammen.
1981 bis 1984 war er Sloan Research Fellow und 1984/85 Guggenheim Fellow. 1990 erhielt er den Norbert-Wiener-Preis und 2002 die Brouwer-Medaille der Niederländischen Mathematischen Gesellschaft. Er ist Ehrendoktor der Universität Cergy-Pontoise (2009). 1997 wurde er Mitglied der National Academy of Sciences. Seit 2001 ist er Herausgeber der Communications in Mathematical Physics. 1983 war er Invited Speaker auf dem ICM in Warschau (Stochastic geometry in statistical mechanics and quantum field theory). 1982 erhielt er den Guido Stampacchia Preis der Scuola Normale Superiore in Pisa und 2018 erhielt er den Henri-Poincaré-Preis. 2002 hielt er die Sacler Lectures in Tel Aviv. Er ist Fellow der American Mathematical Society.
Seit 1997 ist er Mitglied der National Academy of Sciences. 2010 erhielt er den Dannie-Heineman-Preis für mathematische Physik. 2016 wurde er zum auswärtigen Mitglied der Academia Europaea gewählt, 2017 der American Academy of Arts and Sciences.

## Schriften
- mit Simone Warzel: Random Operators: Disorder Effects on Quantum Spectra and Dynamics AMS 2015.
- Herausgeber: The state of matter : a volume dedicated to E. H. Lieb, World Scientific 1994